# Association régionale des éleveurs valdôtains
Pour les articles homonymes, voir AREV.
L'Association régionale des éleveurs valdôtains, abrégé en AREV, est une association présente dans la région autonome Vallée d'Aoste, en Italie. Son but est l'amélioration des races autochtones, ainsi que des conditions économiques et de travail des entreprises agricoles concernées.

## Histoire et description
Des associations dénommées Comices agricoles ont été présents en Vallée d'Aoste dès la moitié du XIXe siècle, ayant pour but l'amélioration des races locales et la promotion de l'élevage.
Cet héritage a été favorisé la création en 1978 de l'AREV. Son activité, se concentre sur des tâches à la fois concernant l'aspect technique et celui de soutien et de représentance des éleveurs valdôtains au sein des organes administratifs régionaux.
La première fonction s'articule sur l'enregistrement des animaux, et ensuite sur un service de consultation et d'assistance aux éleveurs, au niveau en particulier de contrôle et de soutien technique.
La deuxième fonction vise la promotion de l'élevage d'un point de vue financier, dans le cadre de la valorisation et de la mise sur le commerce des races autochtones valdôtaines. Cette activité se fonde aussi bien sur des gestes quotidiens, tels que l'étiquetage du bétail, que sur l'organisation d'importants événements (foires, marchés et expositions agricoles).
Selon ses statuts, l'AREV adhère à l'AIA, l'association italienne des éleveurs. L'AREV est dirigée par M. Édy Bianquin (président) et par M. Édy Henriet (directeur général).

## Données
L'AREV accueille aujourd'hui presque la totalité des éleveurs valdôtains (environ au nombre de 1600), non seulement des bovinés (environ 1100 associés), le secteur d'excellence de l'élevage au Val d'Aoste, mais aussi des ovis et des caprinae (environ 500 associés).
En 2010, le nombre des bovidés au Val d'Aoste est d'environ 38000, dont 63 % appartenant à la race valdostaine pie rouge, 26 % aux races pie châtaine et pie noire, et le restant 4 % aux races mixtes (métisses).
En ce qui concerne les ovis, l'AREV accueille 61 % du total régional (moins de 3 000 exemplaires). Les caprinae AREV constituent le 55 % du total, soit 1 500 exemplaires.